# Acroporium lamprophyllum
Acroporium lamprophyllum là một loài Rêu trong họ Sematophyllaceae. Loài này được Mitt. mô tả khoa học đầu tiên năm 1868.